# Österåker, Bodens kommun
Österåker är en bebyggelse i Bodens kommun, Norrbottens län belägen i Överluleå socken. SCB avgränsade här en småort från 1995 till 2023. Vid avgränsningen 2023 klassades detta område som en del av tätorten Norra Bredåker.

## Befolkningsutveckling
| Befolkningsutvecklingen i Österåker 1995–2020 | Befolkningsutvecklingen i Österåker 1995–2020 | Befolkningsutvecklingen i Österåker 1995–2020 | Befolkningsutvecklingen i Österåker 1995–2020 | Befolkningsutvecklingen i Österåker 1995–2020 |
| --------------------------------------------- | --------------------------------------------- | --------------------------------------------- | --------------------------------------------- | --------------------------------------------- |
|                                               |                                               |                                               |                                               |                                               |
| År                                            |                                               |                                               | Folkmängd                                     | Areal (ha)                                    |
| 1995                                          | 1995                                          |                                               | 87                                            | 18#                                           |
| 2000                                          | 2000                                          |                                               | 85                                            | 18#                                           |
| 2005                                          | 2005                                          |                                               | 84                                            | 18#                                           |
| 2010                                          | 2010                                          |                                               | 80                                            | 19#                                           |
| 2015                                          | 2015                                          |                                               | 84                                            | 18#                                           |
| 2020                                          | 2020                                          |                                               | 74                                            | 18#                                           |
| Anm.: # Som småort.                           |                                               |                                               |                                               |                                               |